# Moroso
Moroso är en designbyrå grundad av Agostina Moroso år 1952. 

## Historia
Moroso tillverkar och designar soffor, stolar och inredningsprodukter. Under åren har företaget arbetat i samarbete med välkända designer som Ron Arad, Patricia Urquiola, Tom Dixon och Konstantin Grcic. Moroso har även samarbetat med svenska Front vid framtagning av möbler. Företaget exporterar sina produkter till över 64 länder världen över. Moroso har alltid varit engagerad i miljön och var det första företaget i Italien att bli tilldelade miljökvalitetscertifiering. Företaget är familjeägt och Patrizia Moroso är idag creative director för företaget. Företaget har samarbetat med många kända företag, bland annat med Diesel vid framtagning av produktkollektioner, bland annat The Camp.

## Utmärkelser
Ett stort antal av möblerna som producerats av Moroso har tilldelats priser. Bland annat har Moroso och stolen Nanook tilldelats priset Premio Nazionale per I'Innovazione, (National Award for Innovation) år 2010 av Italiens minister utifrån ADI:s rekommendationer.